# Schalkholz
Schalkholz er en by og kommune i det nordlige Tyskland, beliggende i Amt Kirchspielslandgemeinden Eider i den nordlige del af Kreis Dithmarschen. Kreis Dithmarschen ligger i den sydvestlige del af delstaten Slesvig-Holsten.

## Geografi
Schalkholz er beliggende i Nørreditmarschens gest. Ved kommunegrænsen findes desuden en bemærkelsesværdig randmoræne dannet under Saaleistiden.
Af skoven, som oprindelig har givet kommunen navn, er der nu kun et lille egekrat tilbage.